# Yamato (couraçado)
O Yamato (大和) foi um navio couraçado operado pela Marinha Imperial Japonesa na Segunda Guerra Mundial, construído pelos estaleiros do Arsenal Naval de Kure. Foi a primeira embarcação da Classe Yamato, sendo junto com seu irmão Musashi os mais pesados e poderosos navios de guerra já construídos na história.
Nomeado em homenagem à província de Yamato, ele foi projetado para combater a frota de couraçados numericamente superior da Marinha dos Estados Unidos, o principal rival do Império do Japão no oceano Pacífico. A construção do Yamato começou em novembro de 1937, sendo formalmente comissionado uma semana depois do Ataque a Pearl Harbor, em dezembro de 1941. A embarcação serviu como nau-capitânia da Frota Combinada, no ano de 1942, com o almirante Isoroku Yamamoto comandando a frota de sua ponte, durante a desastrosa Batalha de Midway. O Musashi assumiu a liderança no início do ano seguinte e o Yamato passou 1943 e boa parte de 1944 movendo-se entre as bases Truk e Kure, principalmente respondendo às ameaças norte-americanas. O navio esteve presente na Batalha do Mar das Filipinas, em junho de 1944, porém não participou do embate.
A única vez que o Yamato disparou seus canhões principais contra alvos inimigos foi em outubro de 1944, durante a Batalha do Golfo de Leyte, quando foi enviado para enfrentar forças norte-americanas que estavam invadindo as Filipinas. As embarcações japonesas acabaram por recuar quando estavam à beira da vitória, acreditando na verdade estarem enfrentando uma frota inteira de porta-aviões, em vez dos pequenos porta-aviões de escolta, que eram a única coisa que separava os couraçados dos principais navios de transporte de tropas.
O equilíbrio de poder no Pacífico ficou definitivamente contra os japoneses no decorrer do ano 1944, com sua frota assolada no início do ano seguinte, tanto pela falta de suprimentos quando de combustível. O Yamato foi enviado para Okinawa em abril de 1945, em uma tentativa desesperada de conter o avanço norte-americano, recebendo ordens para proteger a ilha até a morte. Submarinos e aeronaves inimigas avistaram a força tarefa ao sul de Kyushu, com o couraçado sendo afundado por bombardeiros e torpedeiros, junto com a maior parte de sua tripulação.

## Projeto e construção
O governo japonês adotou uma militância ultranacionalista durante a década de 1930, com o objetivo de expandir o Império do Japão. O país saiu da Liga das Nações em 1934 e renunciou suas obrigações ao tratado. A Marinha Imperial Japonesa começou a planejar os novos couraçados da Classe Yamato logo depois do Japão ter abandonado o Tratado Naval de Washington de 1922, que limitava o tamanho e poder de seus navios de guerra. Os planejadores reconheceram que o país seria incapaz de competir com o número de embarcações que os estaleiros dos Estados Unidos produzissem, caso uma guerra começasse. Assim, os navios de setenta mil toneladas da Classe Yamato foram projetados com capacidade para enfrentar vários outros couraçados inimigos ao mesmo tempo.
A quilha do Yamato foi batida nos estaleiros do Arsenal Naval de Kure em 4 de novembro de 1937, dentro de uma doca seca adaptada especialmente para acomodar seu casco. A doca foi aprofundada em um metro e guindastes capazes de levantar 350 toneladas foram instalados. Sigilo extremo foi mantido durante a construção, com até mesmo um dossel sendo erguido sobre parte da rampa de lançamento, para bloquear a visão do navio. O Yamato foi lançado em 8 de agosto de 1940, com o capitão Miyazato Shutoku no comando. Grande esforços foram tomados para impedir que a inteligência norte-americana descobrisse sobre sua existência e especificações.

### Características

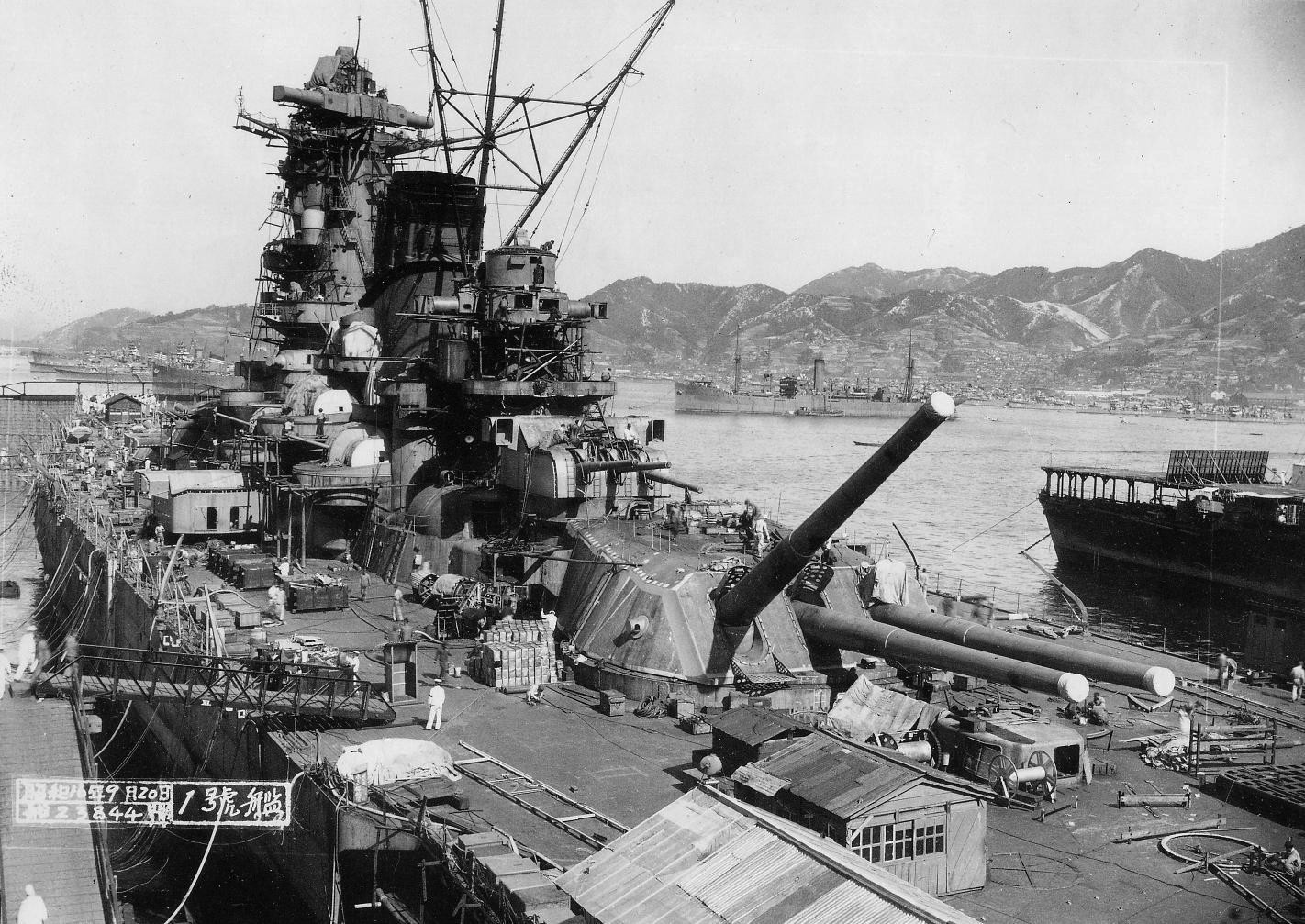
O Yamato no estaleiro ao final de sua equipagem, 20 de setembro de 1941.

A bateria principal do Yamato consistia em nove canhões navais Tipo 94 de 460 mm – o maior calibre de artilharia naval já instalado em um navio de guerra na história, embora os projéteis não fossem tão pesados quanto aqueles usados pelos canhões britânicos de 460 mm na Primeira Guerra Mundial. Cada canhão tinha 21,13 m de comprimento, pesava 147,3 t e era capaz de disparar balas explosivas ou antiblindagem a 42 km de distância. Sua bateria secundária era formada por doze canhões de 155 mm, montados em quatro torres triplas (uma na proa, uma na popa e duas a meia-nau) e doze canhões antiaéreos de 127 mm, instalados em seis torres duplas (três em cada lado a meia-nau). Estas torres tinham sido retiradas dos cruzadores da Classe Mogami, que estavam sendo convertidos para possuir uma bateria principal de 203 mm. Além disso, o Yamato carregava 24 canhões automáticos antiaéreos de 25 mm montados principalmente a meia-nau. O navio passou por reformas em 1944 e 1945, com a configuração da bateria secundária sendo alterada para seis canhões de 155 mm, 24 canhões de 127 mm e 162 canhões automáticos de 25 mm.
O Yamato foi projetado para poder combater vários navios ao mesmo tempo, sendo equipado com uma blindagem pesada sem paralelos para combates de superfície. O cinturão principal de blindagem tinha 410 mm de espessura, com suas anteparas transversais chegando a uma grossura de 355 mm na área da cidadela. Além disso, a parte superior do casco era curvada para fora, algo que maximizava a proteção e rigidez ao mesmo tempo que otimizava a altura. As torres de artilharia principais contavam com uma blindagem de 650 mm de espessura. As placas blindadas tanto do cinturão quanto das torres de artilharia eram feitas de aço reforçado. O convés superior era blindado com uma liga especial de níquel-cromo-molibdênio que tinha de 200 a 230 mm de espessura. As altas quantidades de níquel na liga permitiam que a placa fosse entortada e dobrada sem desenvolver propriedades de fratura. A técnica então relativamente recente da soldagem foi empregada por todo o navio, fortalecendo a durabilidade das placas de blindagem.

## História

### Operações iniciais

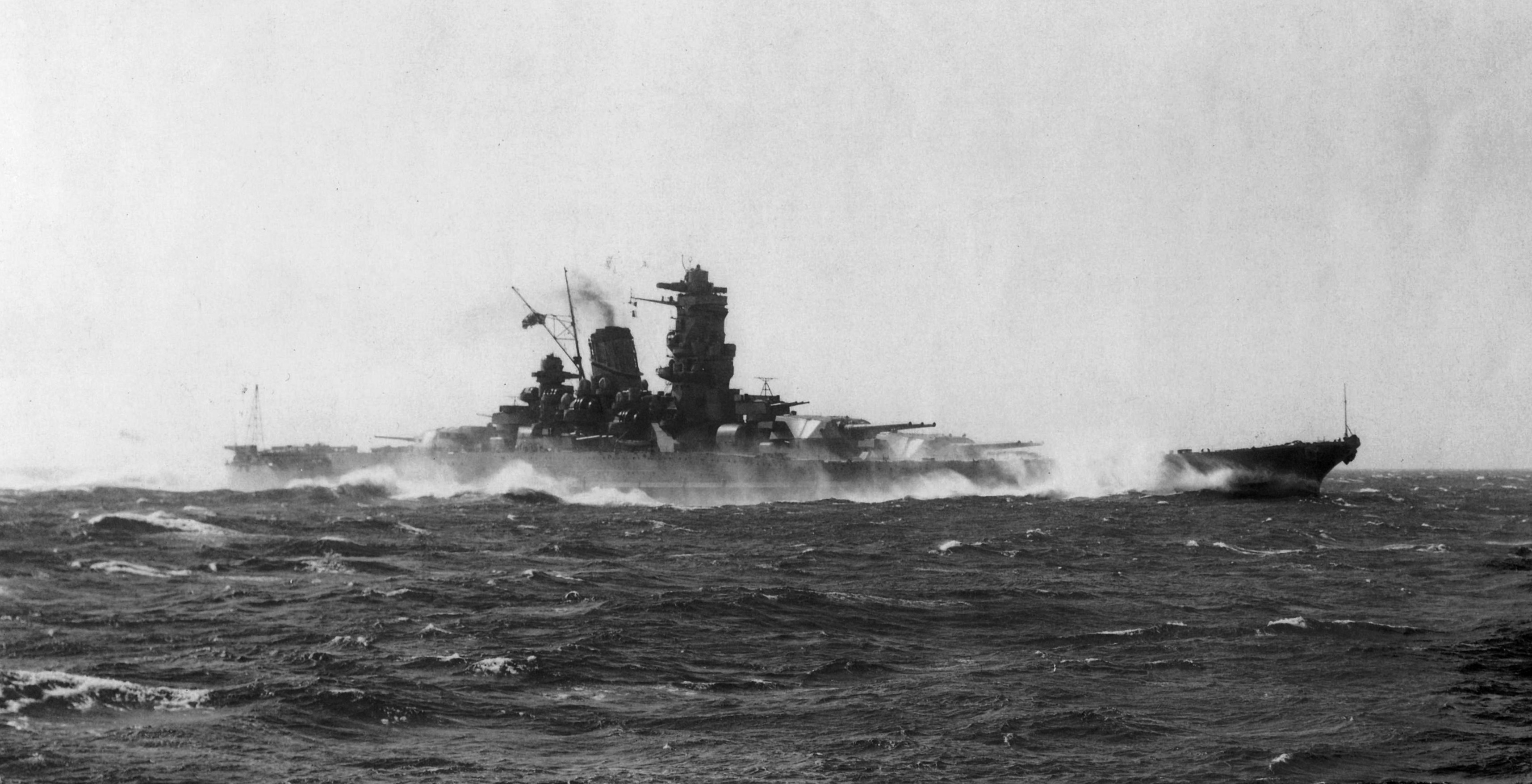
O Yamato em seus testes marítimos, 1941.

O Yamato passou por seus testes marítimos em outubro ou novembro de 1941, alcançando uma velocidade máxima de 27,6 nós (50,7 km/h). Prioridade foi dada para a aceleração da construção militar enquanto a guerra se aproximava. O navio foi formalmente comissionado meses antes do esperado, durante uma cerimônia mais austera do que o normal, no dia 16 de dezembro, pouco mais de uma semana após o Ataque a Pearl Harbor e a entrada dos Estados Unidos na Segunda Guerra Mundial, já que japoneses ainda queriam esconder as características da embarcação. No mesmo dia, o capitão Gihachi Takayanagi assumiu o comando e o Yamato juntou-se à 1ª Divisão de Couraçados ao lado do Nagato e do Mutsu.
Em 12 de fevereiro de 1942, o navio tornou-se a nau-capitânia da Frota Combinada liderada pelo almirante Isoroku Yamamoto. Este era um veterano da Batalha de Tsushima, na Guerra Russo-Japonesa, e também o principal responsável pelo planejamento do Ataque a Pearl Harbor, desejando um confronto decisivo contra os Estados Unidos no Atol Midway. O Yamato participou de alguns jogos de guerra e então partiu para a Baía de Hiroshima em 27 de maio, junto com o grupo de couraçados de Yamamoto. Decifradores norte-americanos estavam cientes das intenções do almirante e a subsequente Batalha de Midway, travada  entre 3 e 7 junho, mostrou-se desastrosa para a força de porta-aviões japoneses, com 4 porta-aviões e 332 aeronaves destruídas. Yamamoto exerceu o comando geral das forças a partir da ponte de comando do Yamato, porém seu plano havia dispersado seus navios a fim de atrair os norte-americanos para uma armadilha, com o grupo de couraçados estando muito distante para poder participar da batalha. O almirante emitiu ordens no dia 5, para que as embarcações restantes voltassem para o Japão, assim o Yamato recuou até a Ilha de Hashira antes de voltar para Kure.
Ele partiu para Truk em 17 de agosto de 1942. O Yamato passou onze dias no mar até ser avistado pelo submarino norte-americano USS Flying Fish, que disparou quatro torpedos, os quais erraram o alvo. O navio chegou em segurança em Truk, mais tarde no mesmo dia. Ele permaneceu no local durante toda a Batalha de Guadalcanal por falta de munição de 460 mm adequada para bombardeamento, pelos mares não mapeados de Guadalcanal e também por seu alto consumo de combustível. Ao final do ano, o capitão Chiaki Matsuda assumiu o comando da embarcação.

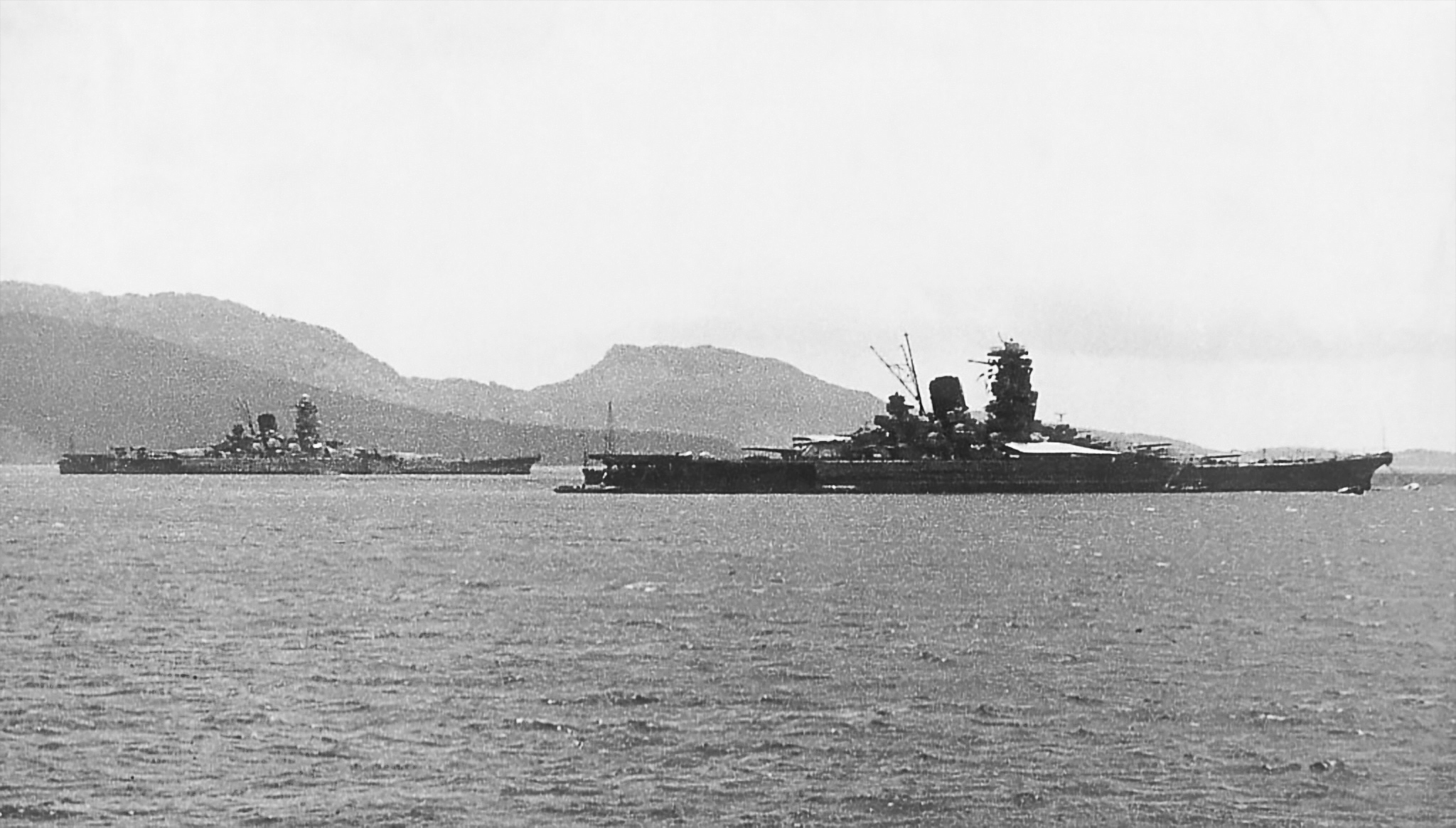
O Yamato e o Musashi em Truk, 1943.

O Yamato foi substituído por seu irmão Musashi como nau-capitânia da Frota Combinada em 11 de fevereiro de 1943. O navio foi apelidado de "Hotel Yamato" pelas tripulações japonesas de cruzadores e contratorpedeiros no Pacífico Sul, já que passou apenas um dia longe de Truk desde sua chegada em agosto de 1942 até finalmente partir em 8 de maio de 1943. Neste dia ele viajou para Yokosuka e depois até Kure, chegando em 14 de maio. O navio permaneceu nos nove dias seguintes em uma doca seca, para inspeções e reparos gerais, navegando no Mar Interior de Seto a fim de novamente atracar em uma doca seca, onde permaneceu até julho para reequipagens e melhoras. O Yamato começou sua volta para Truk em 16 de agosto, juntando-se a uma grande força tarefa formada em resposta aos ataques norte-americanos contra os atois de Tarawa e Makin. Ele partiu no final de setembro para atacar a Força Tarefa 15, dos Estados Unidos, junto com o Nagato, três porta-aviões e outros navios de guerra menores, e, novamente, um mês depois, com seis couraçados, três porta-aviões e onze cruzadores. A inteligência tinha relatado que a base de Pearl Harbor estava quase completamente vazia, com os japoneses interpretando isso como um sinal de que a força norte-americana iria atacar a Ilha Wake. Como não houve contato no radar ao longo de seis dias, a frota voltou para Truk, chegando em 26 de outubro.
O navio escoltou a Operação de Transporte BO-1 de Truk até Yokosuka, entre 12 e 17 de dezembro. Pouco depois, o Yamato e o Musashi foram colocados em serviço como embarcações de transporte devido a sua grande capacidade de armazenamento e grossa blindagem. O Yamato e seu grupo foram interceptados pelo submarino norte-americano USS Skate em 25 de dezembro, enquanto transportava de Yokosuka para Truk, tropas e equipamentos necessários como reforços para as guarnições em Kavieng e nas Ilhas do Almirantado. O submarino disparou quatro torpedos no couraçado; um deles acertou o estibordo mais para popa. Seu casco foi aberto cinco metros abaixo da protuberância antitorpedos por um buraco de aproximadamente 25 metros, com uma junta falhando entre os cinturões superior e inferior de blindagem, inundando uma das reservas de munições da torre de artilharia traseira. Por volta de três mil toneladas de água entraram no Yamato, porém ele conseguiu chegar em Truk no dia seguinte. O navio de reparos Akashi realizou consertos temporários e a embarcação partiu para Kure em 10 de janeiro.
O Yamato chegou em Kure em 16 de janeiro de 1944, a fim de reparar os danos causados pelo torpedo, permanecendo na doca seca até 3 de fevereiro. Nesse período, uma blindagem angulada em 45° foi instalada na área danificada do casco. Foi proposto utilizar mais de cinco mil toneladas de aço para melhorar as defesas do navio contra inundações causadas por impactos de torpedos fora da cidadela blindada, porém isso foi rejeitado devido ao peso adicional que teria aumentado muito seu deslocamento e calado. O capitão Nobuei Morishita, ex-oficial comandante do couraçado Haruna, assumiu o comando do Yamato enquanto ele ainda estava na doca. O navio junto com seu irmão Musashi foram transferidos para a 1ª Divisão de Couraçados da Segunda Frota em 25 de fevereiro.

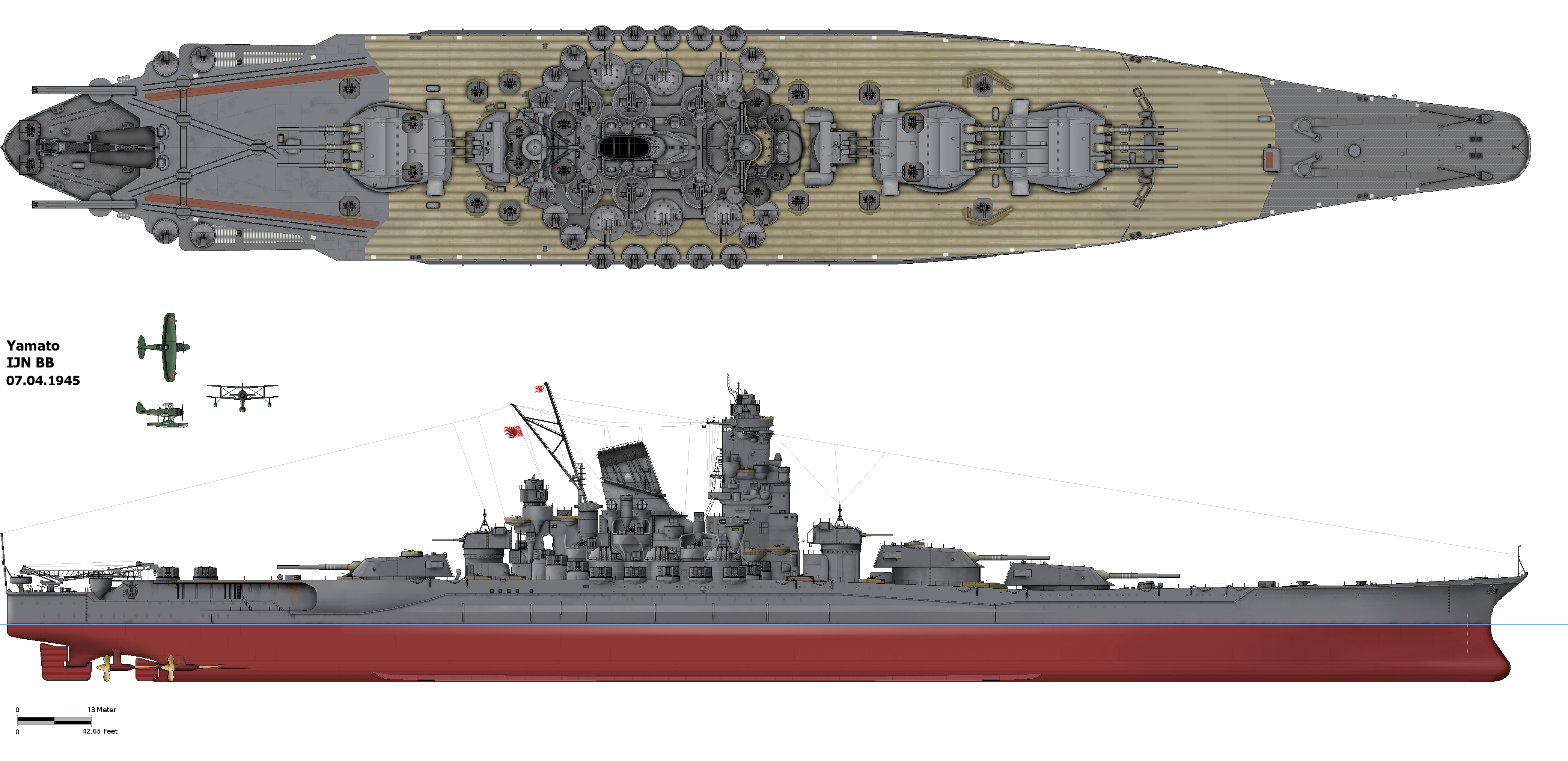
Desenho da configuração do Yamato em 1944 e 1945.

O navio novamente foi para a doca seca em 25 de fevereiro, para mais melhorias em todos os seus radares e nos sistemas antiaéreos. Metade das torres triplas com canhões de 155 mm foram retiradas e substituídas por três pares de canhões antiaéreos duplos de 127 mm. Além disso, oito canhões automáticos triplos e 26 duplos de 25 mm foram adicionados, aumentando o total de canhões de 127 mm e 25 mm para 24 e 162, respectivamente. Abrigos também foram colocados no convés superior para proteger as tripulações adicionais de defesa antiaéreas. Dois radares de procura/controle de fogo, um Tipo 13 e outro Tipo 22, foram instalados, com o mastro principal também sendo modificado. Além disso, seus radares foram melhorados para incluir sistemas de identificação infravermelho e também outros radares de procura área e controle de fogo. O Yamato deixou a doca em 18 de março e passou por vários testes a partir de 11 de abril. Ele seguiu para Kure dez dias depois e embarcou soldados e suprimentos em Okinoshima, para uma missão em Manila, alcançando as Filipinas em 28 de abril. A embarcação então foi para a Malásia a fim de encontrar a Frota Móvel do vice-almirante Jisaburō Ozawa em Ligga; esta força chegou em Tawi-Tawi no dia 14 de maio.

### Batalha do Mar das Filipinas
O Yamato e o Musashi foram requisitados em junho novamente para servirem como transporte de tropas, desta vez a fim de reforçar a guarnição de defesas navais perto da ilha de Biak, parte da Operação Kon. A missão foi cancelada quando o quartel-general de Ozawa recebeu notícias de ataques de porta-aviões norte-americanos nas Ilhas Marianas. Ao invés disso, a Marinha Imperial Japonesa se reorganizou, concentrando a maior parte da sua força restante na esperança de alcançar um sucesso definitivo contra os Estados Unidos. Entretanto, nessa altura a marinha japonesa estava em experiência e números inferiores do que a marinha inimiga. O Yamato escoltou a Frota Móvel entre 19 e 23 de junho de 1944, durante a Batalha do Mar das Filipinas, apelidada pelos pilotos norte-americanos como "O Grande Tiro aos Perus das Marianas". O Japão acabou perdendo três porta-aviões e 426 aeronaves, com a única contribuição significante do Yamato foi disparar por engano contra um avião japonês.
O Yamato retirou-se da Frota Móvel depois da batalha e foi para a área de Hashira, perto de Kure, a fim de reabastecer e se rearmar. Ele deixou a frota junto com o Musashi em 24 de junho, para uma rápida jornada a Kure, onde recebeu mais quinze canhões automáticos de 25 mm. Aproveitou-se a oportunidade para colocar em prática "procedimentos emergenciais de manutenção da flutuação". Estes resultaram na retirada de praticamente todos os itens inflamáveis do couraçado, incluindo linóleo, roupas de cama e colchões. No lugar desta última, os tripulantes dormiam em pranchas que também poderiam ser utilizadas para concertar danos. Pinturas inflamáveis receberam uma camada de silicone, com bombas d'água e equipamentos de combate a incêndio adicionais sendo instalados. O navio deixou o Japão em 8 de julho indo para o sul, acompanhado dos couraçados Musashi, Kongō e Nagato, e também onze cruzadores e contratorpedeiros. O Yamato e o Musashi foram para as Ilhas Lingga, chegando entre 16 e 17 de julho. Nessa altura da guerra, o Japão tinha perdido boa parte da sua frota de navios tanques para os submarinos norte-americanos, com grandes frotas ficando estacionadas nas Índias Orientais para servirem como fonte de combustível. Os dois couraçados permaneceram nas ilhas pelos próximos três meses.

### Batalha do Golfo de Leyte

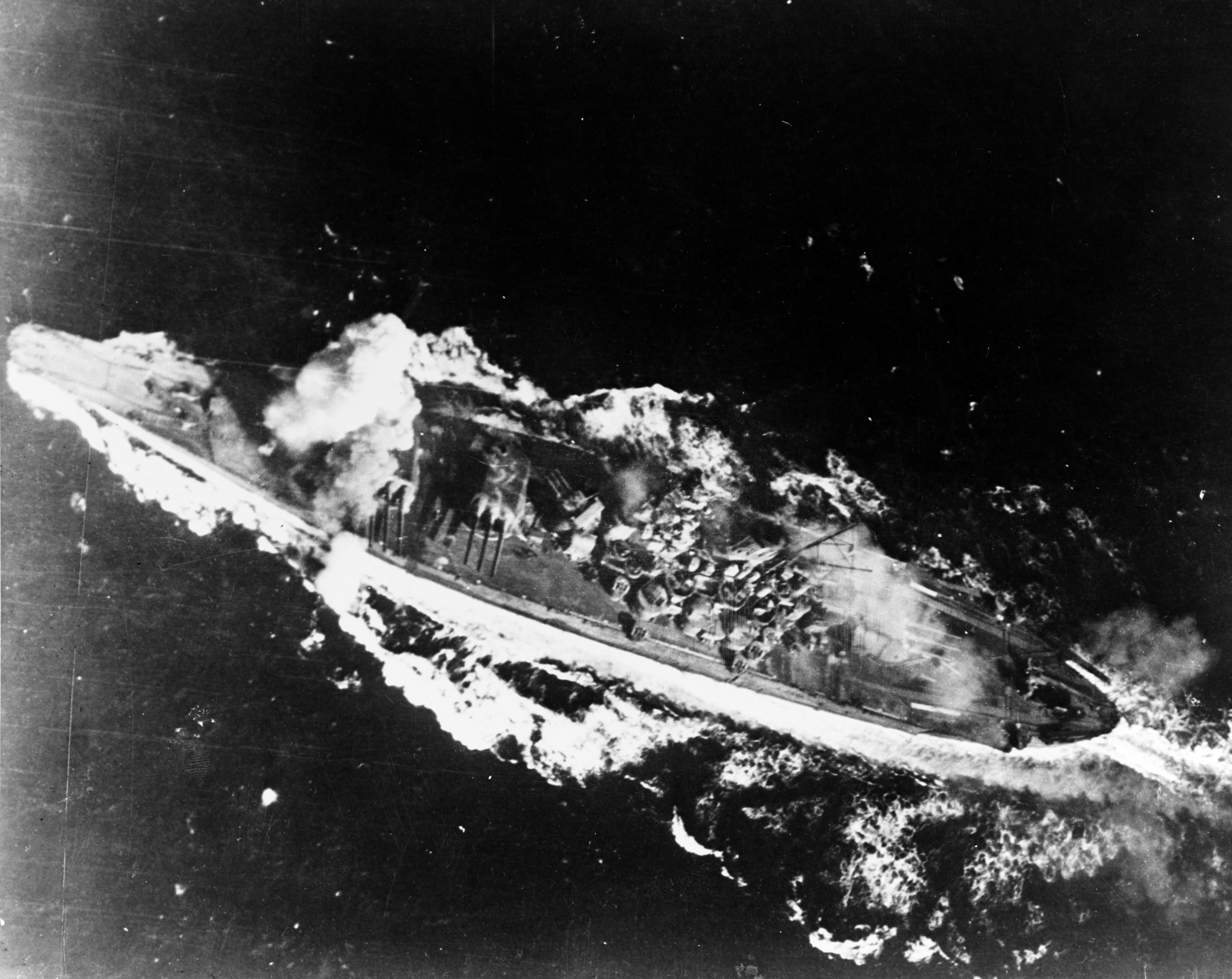
O Yamato atingido por uma bomba na Batalha do Mar de Sibuyan em 24 de outubro de 1944; o impacto não produziu grandes danos.

O Yamato participou como parte da Força Central do almirante Takeo Kurita, em um dos maiores confrontos navais de toda a história: a Batalha do Golfo de Leyte, entre 22 e 26 de outubro de 1944. A Operação Shō-Gō se iniciou como resposta à invasão dos Estados Unidos das Filipinas, convocando grandes grupos para convergir na ilha de Leyte, onde as tropas norte-americanas tinham desembarcado. O navio recebeu em 18 de outubro um revestimento de camuflagem negra em preparação de sua travessia noturna para o Estreito de San Bernardino; o principal ingrediente era fuligem retirada de sua própria chaminé. A força foi atacada no caminho para Leyte em 23 de outubro, na Passagem de Palawan, pelos submarinos USS Darter e USS Dace, que conseguiram afundar os cruzadores pesados Atago e Maya, além de danificar o Takao. Kurita estava a bordo do Atago, mas conseguiu sobreviver e transferiu seu estandarte para o Yamato.

#### Mar de Sibuyan
A Força Central sofreu grandes perdas no dia seguinte, durante Batalha do Mar de Sibuyan, com outros três cruzadores pesados sendo afundados, eliminando uma parte substancial da defesa antiaérea da frota. Ao longo do dia, aeronaves norte-americanas decolaram 259 vezes dos porta-aviões. Uma aeronave do USS Essex atingiu o Yamato com duas bombas perfuradoras de blindagem e quase acertou uma terceira; o navio sofreu danos moderados que permitiram a entrada de 3320 toneladas de água, porém ele mesmo assim permaneceu apto para o combate. Entretanto, seu irmão Musashi tornou-se o foco dos ataques norte-americanos e eventualmente afundou depois de ser atingido por pelo menos dezessete bombas e dezenove torpedos.

#### Samar

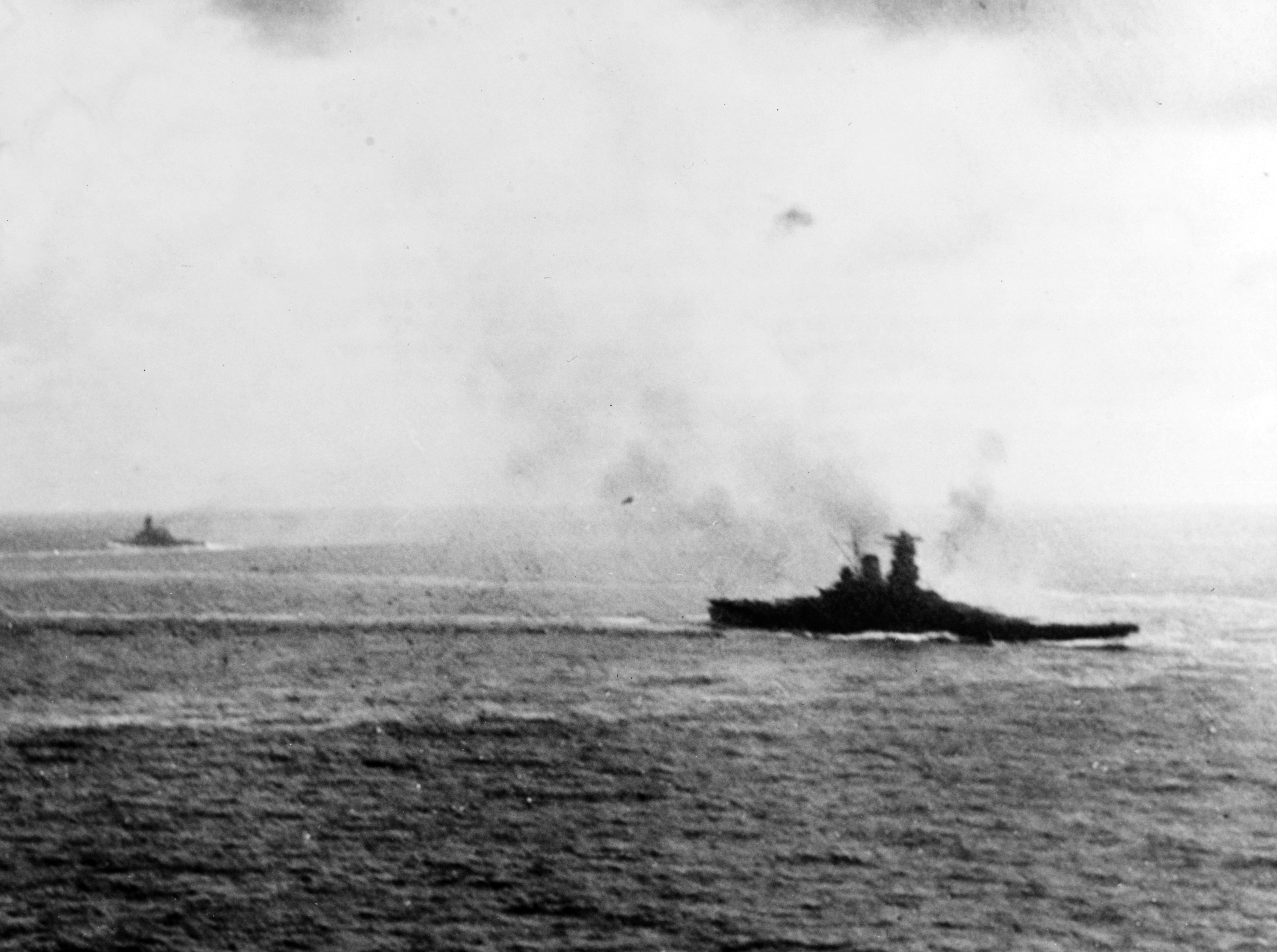
O Yamato na Batalha de Samar, 25 de outubro de 1944.

Sem que Kurita ficasse sabendo, a principal força defensiva norte-americana do almirante William Halsey partiu de Leyte na tarde do dia 24 de outubro. Este estava convencido que as forças do almirante japonês haviam recuado, pegando sua poderosa 3ª Frota para perseguir a Força Japonesa do Norte, um grupo de distração composto pelo porta-aviões Zuikaku, três cruzadores rápidos, dois híbridos couraçados-porta-aviões, além de suas escoltas. A distração foi um sucesso, com mais de seiscentas aeronaves, seis couraçados, oito cruzadores e mais de quarenta contratorpedeiros afastando cinco porta-aviões e cinco cruzadores rápidos. A força de Kurita navegou pela madrugada através do Estreito de San Bernadino e atacou pouco depois ao alvorecer, na Batalha de Samar, a formação norte-americana que tinha permanecido na área a fim de prover apoio às tropas invasoras. Este grupo era conhecido como "Taffy 3" e era formado por seis porta-aviões de escolta, três contratorpedeiros e quatro contratorpedeiros de escolta.
Durante os estágios iniciais desta batalha, o Yamato combateu inimigos de superfície pela primeira e única vez em toda sua carreira, atingindo vários navios norte-americanos. Os rastros de quatro torpedos foram avistados depois do couraçado confirmar acertos de sua bateria principal no porta-aviões de escolta USS Gambier Bay, forçando o Yamato a se afastar do conflito a fim de se desviar e consequentemente ficando de fora do restante da batalha. Apesar de estarem sob fogo pesado e armados apenas com torpedos e canhões de pequeno calibre, as embarcações da Taffy 3, com o apoio de aviões Grumman F4F Wildcat e Grumman TBF Avenger, lutaram tão ferozmente que Kurita acreditou que sua frota estava enfrentando uma força tarefa completa de porta-aviões. Um relatório incorreto afirmou que estavam combatendo seis porta-aviões, três cruzadores e dois contratorpedeiros, algo que fez o almirante ordenar que seus navios parassem de atirar e fugissem. O Yamato saiu do combate sem danos sérios; foram sofridos apenas três quase acertos de bombas e dezessete mortos metralhados pelos aviões durante a própria batalha, enquanto na retirada ataques dos porta-aviões causaram danos leves e feriram ou mataram 21 tripulantes. Outros três cruzadores pesados e um cruzador rápido foram perdidos. A Força Central conseguiu afundar um porta-aviões de escolta, dois contratorpedeiros e um contratorpedeiro de escolta. Um outro porta-aviões afundou devido a um ataque de kamikaze, após o confronto de superfície.
Os restos da força de Kurita voltaram para Brunei após a batalha. A 1ª Divisão de Couraçados foi desfeita em 15 de novembro de 1944, assim o Yamato tornou-se a capitânia da Segunda Frota. O grupo de navios foi atacado pelo submarino USS Sealion em 21 de novembro, enquanto passavam pelo Mar da China Oriental, indo para o Arsenal Naval de Kure. O couraçado Kongō e o contratorpedeiro Urakaze foram afundados. Ao chegar, o Yamato foi colocado em uma doca seca para reparos e melhorias nas suas armas antiaéreas, com vários de seus antigos canhões sendo substituídos. O capitão Kōsaku Aruga assumiu o comando da embarcação em 25 de novembro.

### Operação Ten-Go

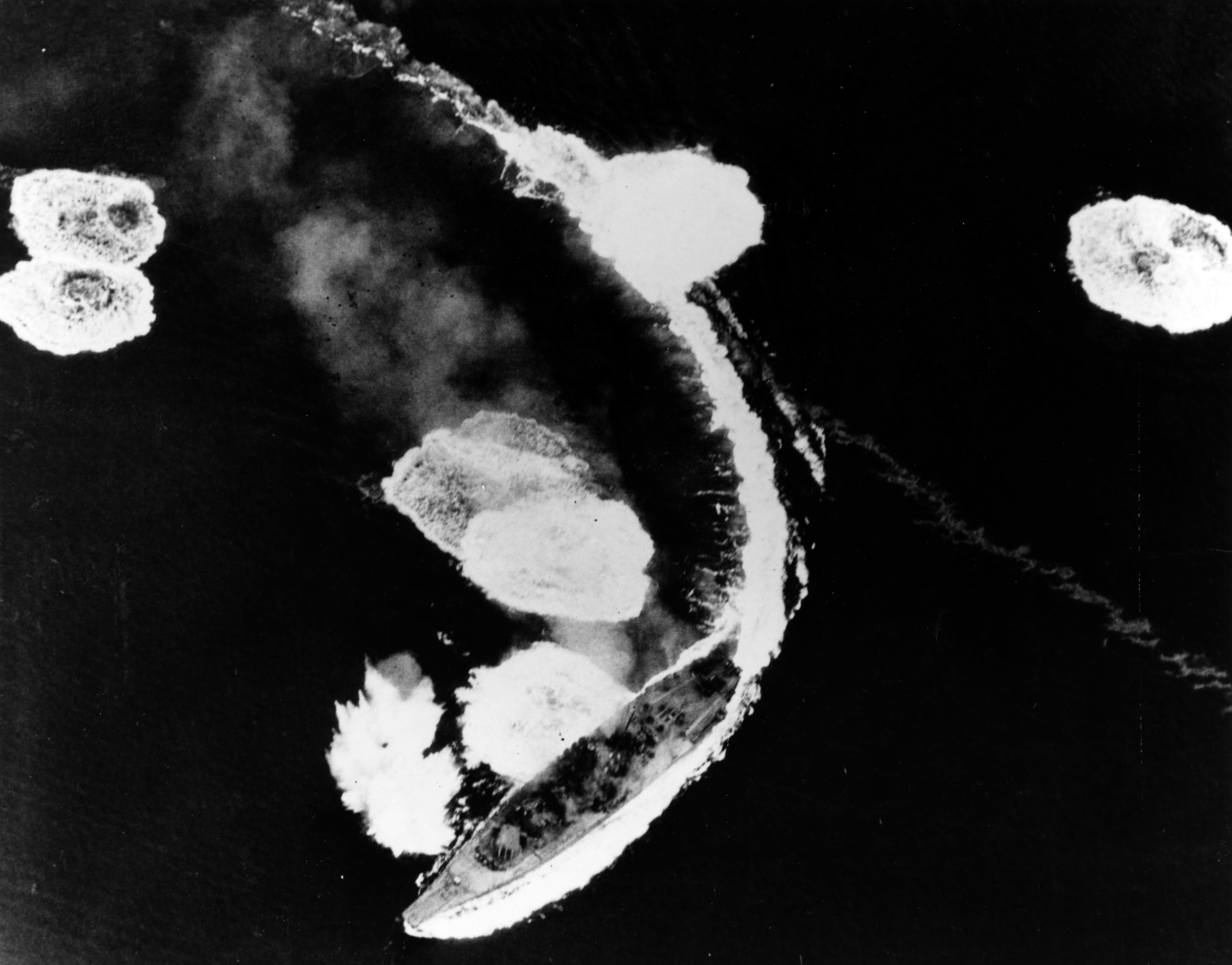
O Yamato sendo atacado perto de Kure, 19 de março de 1945.

O Yamato, o Haruna e o Nagato foram transferidos em 1º de janeiro de 1945 para a recém restabelecida 1ª Divisão de Couraçados. O Yamato deixou a doca seca dois dias depois e foi para o Mar Interior de Seto. Essa redesignação foi breve e a divisão foi novamente desfeita em 10 de fevereiro, com o navio sendo enviado para a 1ª Divisão de Porta-Aviões. Em 19 de março, os porta-aviões norte-americanos USS Enterprise, USS Yorktown e USS Intrepid atacaram Kure. Apesar de dezesseis navios de guerra terem sido atingidos, o Yamato sofreu apenas danos leves, vindos de quase acertos e uma bomba que acertou sua ponte. Um esquadrão de aeronaves Kawanishi N1K, pilotados por instrutores veteranos, interveio e impediu que o ataque causasse mais danos à base e às embarcações, enquanto a habilidade do Yamato de manobrar no Canal de Nasami mostrou-se beneficial.

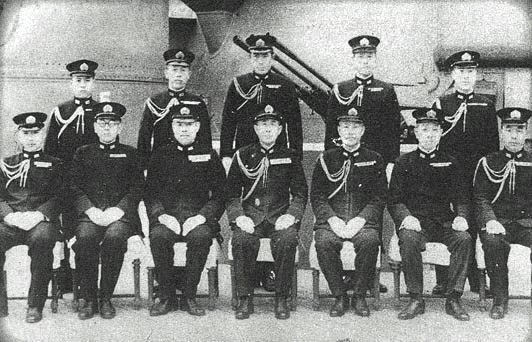
Os oficiais do Yamato antes do começo da Operação Ten-Go, 5 de abril de 1945.

Os aliados invadiram Okinawa em 1º de abril, o último passo antes da planejada invasão do arquipélago japonês. A resposta da Marinha Imperial Japonesa foi organizar a Operação Ten-Go, que reuniria grande parte das forças de superfície ainda restantes. O Yamato, o cruzador leve Yahagi e oito contratorpedeiros, partiriam para Okinawa e, junto com unidades baseadas na própria ilha e unidades kamikaze, atacariam as forças aliadas reunidas ali perto. O Yamato em seguida seria encalhado em uma praia a fim de atuar como uma plataforma de canhões inafundável e continuaria a lutar até ser destruído. O couraçado recebeu um estoque total de munição em 29 de março como preparação para a operação. Os navios originalmente carregariam combustível suficiente apenas para a viagem de ida, porém os comandantes da base ordenaram suprimentos adicionais de até sessenta por cento das capacidades dos tanques. As embarcações foram chamadas de "Força de Ataque Especial de Superfície" e deixaram Tokuyama às 15h20min de 6 de abril.
Infelizmente para os japoneses, os aliados interceptaram e decodificaram suas transmissões de rádio, descobrindo detalhes sobre a Operação Ten-Go. Mais confirmações vieram às 20h, quando a Força de Ataque Especial de Superfície foi avistada pelos submarinos USS Threadfin e USS Hackleback, enquanto passavam pelo Canal de Bungo. Ambos relataram a posição do Yamato para a principal força de porta-aviões dos Estados Unidos, porém nenhum dos dois conseguiu atacar devido a velocidade das embarcações japonesas e suas extremas manobras em zigue-zague. As forças aliadas perto de Okinawa começaram a se preparar. O almirante norte-americano Raymond Spruance ordenou que seis couraçados engajados no bombardeamento da costa se preparassem para uma batalha de superfície contra o Yamato. Estas ordens foram revogadas em favor de ataques vindos das aeronaves dos porta-aviões, liderados pelo almirante Marc Mitscher, porém os couraçados, sete cruzadores e 21 contratorpedeiros foram enviados como contingência, a fim barrar a força japonesa antes que esta conseguisse alcançar os transportes e porta-aviões.

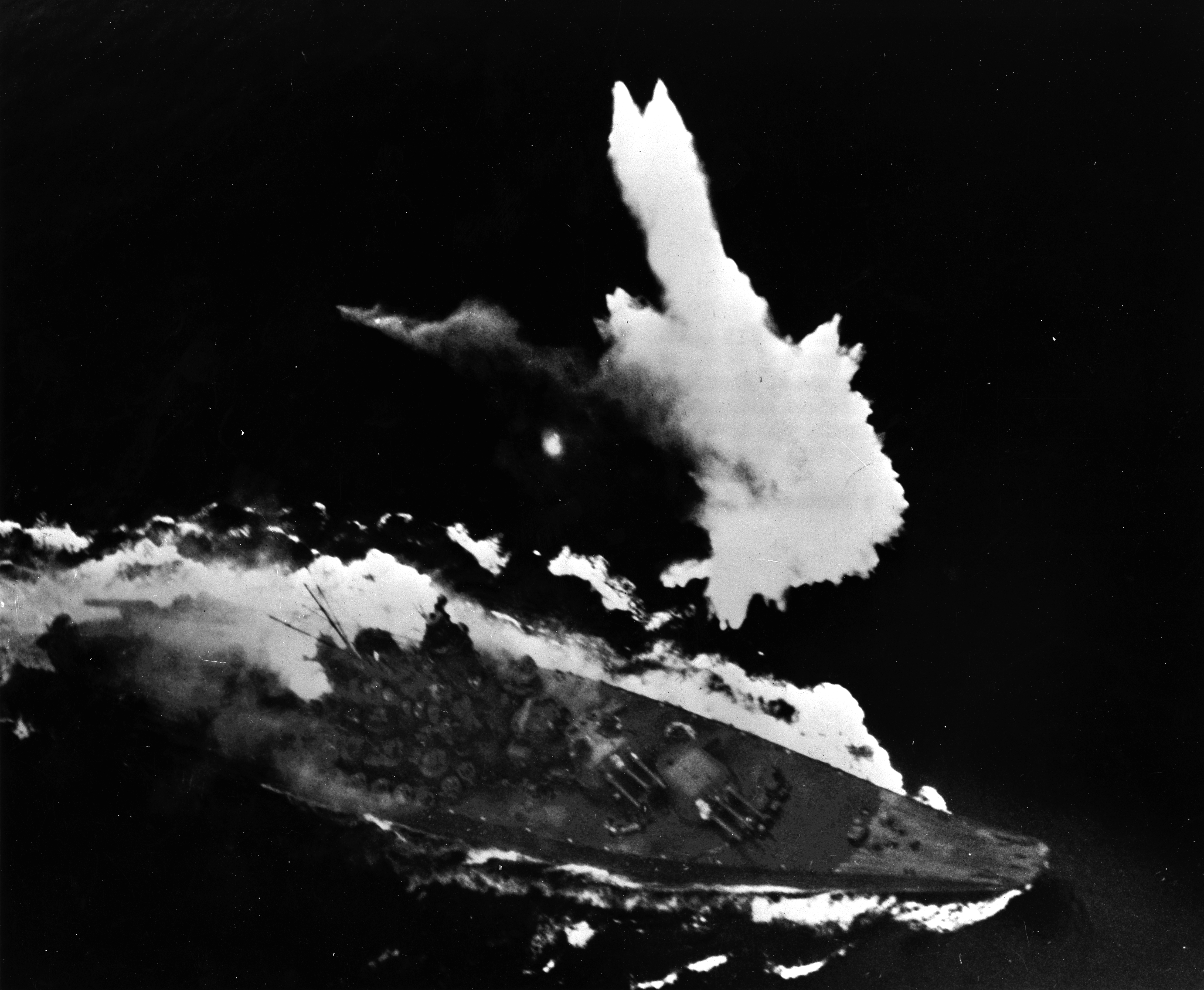
O Yamato desviando de bombas e em chamas na popa, 7 de abril de 1945.

Ao amanhecer de 7 de abril, a tripulação do Yamato estava em postos de combate e preparada para ações antiaéreas. O primeiro navio norte-americano fez contato com a Força de Ataque Especial de Superfície às 8h23; dois hidroaviões chegaram pouco depois e, pelas cinco horas seguintes, o couraçado disparou contra os aviões, porém não conseguiu impedir que eles seguissem a força tarefa. O radar do Yamato detectou aeronaves pela primeira vez às 10h; caças American F6F Hellcat apareceram uma hora depois para lidar com quaisquer aviões japoneses que pudessem também entrar em combate, porém nenhum veio.
Por volta das 12h30, 280 bombardeiros e torpedeiros sobrevoaram a força japonesa. O contratorpedeiro Asashimo, que mais cedo tinha saído da formação por problemas nos motores, foi atacado e afundado por um destacamento de aeronaves do porta-aviões USS San Jacinto. O grupo aumentou sua velocidade e os contratorpedeiros foram colocados ao redor do Yamato como era a prática das manobras de defesa antiaérea japonesa. O primeiro avião mergulhou para o ataque às 12h37. O Yahagi deu meia volta e foi embora com uma velocidade de 35 nós (65 km/h) em uma tentativa de atrair uma parte dos atacantes, porém apenas um número pequeno o seguiu. Durante quatro minutos o Yamato não foi atingido, porém duas bombas obliteraram duas de suas armas 25 mm e abriram um buraco no convés às 12h41. Uma terceira bomba destruiu sua sala de radar e a torre de 127 mm de estibordo. Outras duas bombas acertaram, às 12h46, o bombordo, uma pouco à frente da torre central de 155 mm e a outra no topo do canhão. Elas causaram grandes danos às torres e reservas de munição, com apenas um homem sobrevivendo. Um torpedo acertou a extremidade de seu bombordo às 12h45, enviando grandes ondas de choque por todo o navio. Não se sabem detalhes já que muitos dos sobreviventes mais tarde morreram pelas metralhadoras dos aviões ou ficaram presos dentro do casco, porém Garzke e Dulin dizem que ocorreram pequenos danos. Pouco depois, até três torpedos atingiram o Yamato. Dois impactos são confirmados no bombordo perto da sala de máquinas e em uma sala das caldeiras; o terceiro é incerto, mas é considerado por Garzke e Dulin como provável porque explicaria os relatos de alagamentos na sala de direção auxiliar. O ataque se encerrou às 12h47, deixando a embarcação com um adernamento de 5° a 6° para bombordo; medidas de contra-alagamento deliberadamente inundaram compartimentos no lado oposto, atenuando o adernamento em 1°. Uma sala das caldeiras foi desabilitada, o que reduziu levemente a velocidade total. Metralhadas dos aviões incapacitaram muitos membros da tripulação, que manejava desprotegida das armas antiaéreas de 25 mm, acabando com muitas de suas defesas.

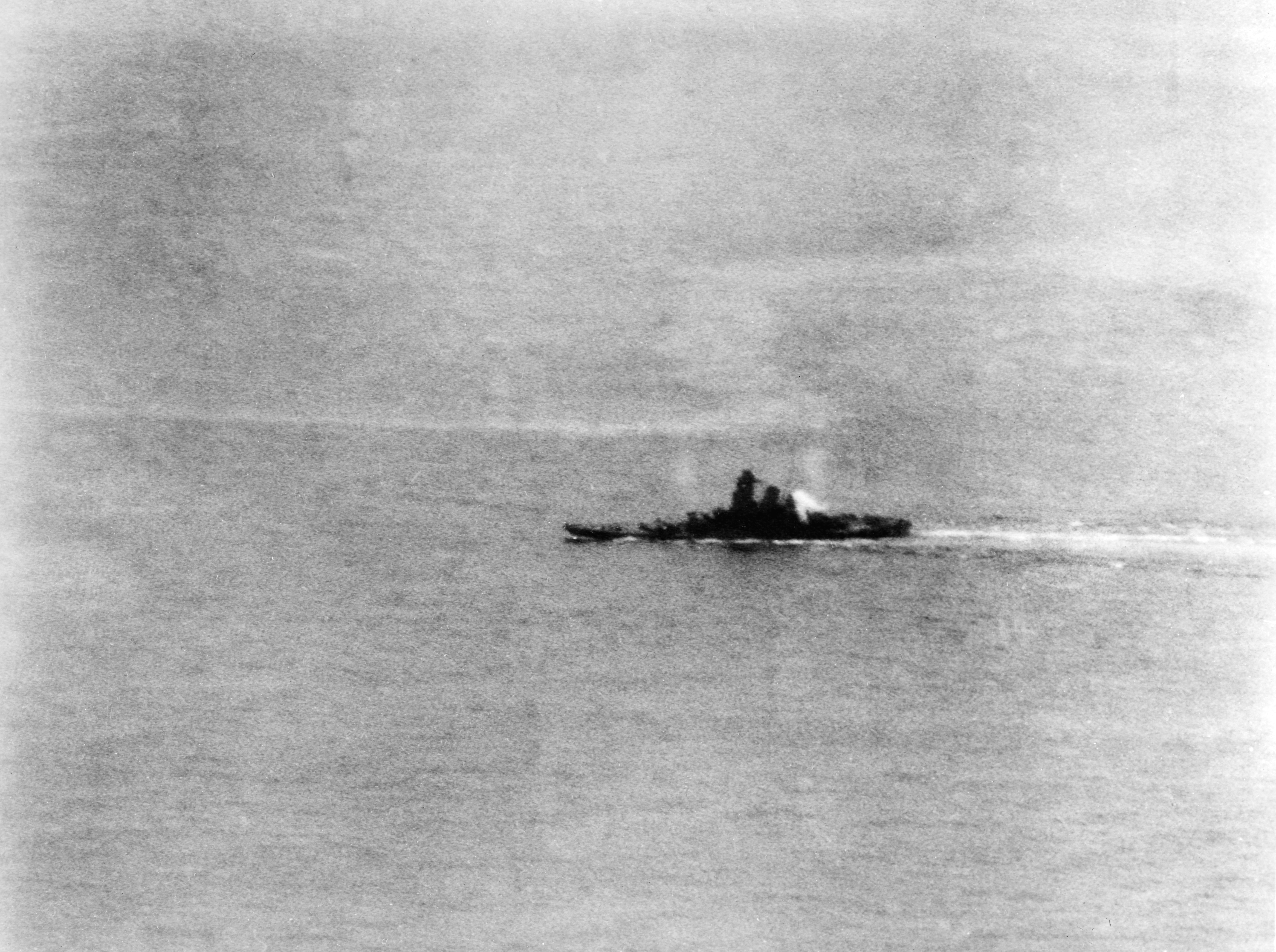
O Yamato em chamas e visivelmente adernando para bombordo.

O segundo ataque começou pouco antes das 13h00. Os bombardeiros voaram alto enquanto os torpedeiros aproximaram-se de todas as direções no nível do mar. As armas antiaéreas foram bem menos efetivas devido a quantidade de alvos, com os japoneses tentando medidas desesperadas para sair do ataque. Os canhões principais do Yamato foram carregados com projéteis armados para explodirem apenas um segundo depois do disparo, a um quilômetro de distância do navio, porém isso teve poucos efeitos. Três ou quatro torpedos acertaram o bombordo e um o estibordo. Três impactos próximos a bombordo são confirmados: um atingiu uma sala de bombeiros, um acertou outra sala de bombeiros e o terceiro impactou no casco adjacente à sala de máquinas previamente danificada, aumentando a quantidade de água que já estava entrando e possivelmente causando a inundação de compartimentos próximos. O quarto torpedo não confirmado talvez tenha acertado mais para popa de onde o terceiro atingiu; Garzke e Dulin acreditam que isso explicaria a inundação relatada nessa área. O ataque deixou o Yamato em situação crítica, adernando de 15° a 18° para bombordo. Contra-alagamentos no estibordo reduziram a inclinação para 10°, porém maiores correções necessitariam de reparos ou inundações das salas de máquinas e bombeiros a estibordo. Apesar de neste momento não existir risco do navio afundar, o adernamento fez com que a bateria principal ficasse inutilizável e sua velocidade máxima foi reduzida para 18 nós (33 km/h).
O terceiro e pior ataque se iniciou às 13h40min. Pelo menos quatro bombas acertaram a superestrutura do Yamato e causaram um alto número de mortes entre a tripulação de suas armas de 25 milímetros. Muitos quase acertos afetaram seu casco, parcialmente comprometendo suas defesas contra torpedos. Mais sérios foram os impactos de quatro torpedos. Três explodiram no bombordo, aumentando a entrada de água na sala de máquinas e inundando mais uma sala de bombeiros e a sala dos equipamentos de direção. Com a sala de direção auxiliar já debaixo d'água, o navio perdeu completamente toda a manobrabilidade e ficou preso em uma contínua virada para estibordo. O quarto torpedo provavelmente acertou a sala de máquinas de estibordo que, além de outras três salas, estavam em processo de contra-alagamentos a fim de reduzir o adernamento. O impacto aumentou muito mais a entrada de água e prendeu muitos tripulantes antes que pudessem escapar.

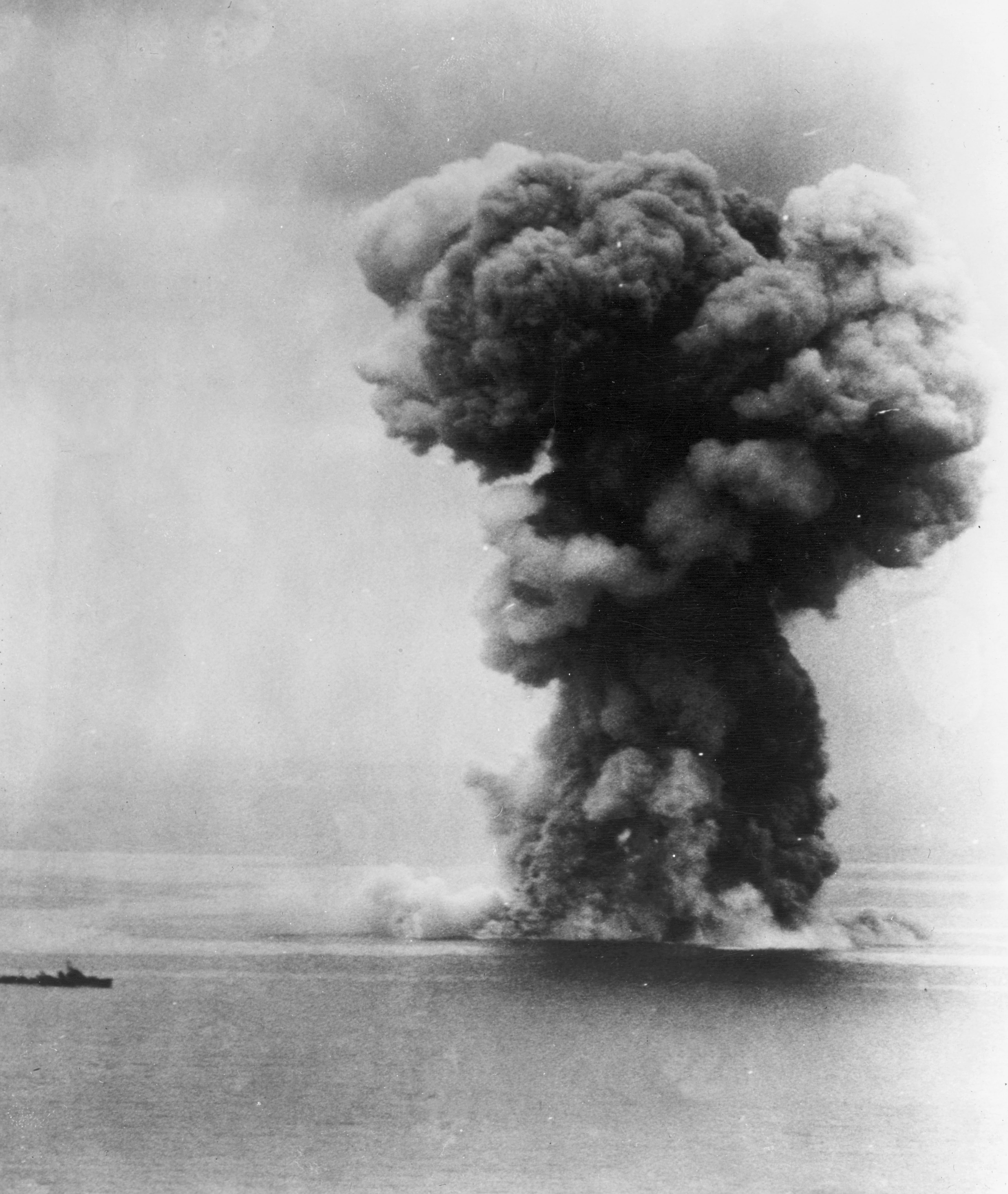
A explosão do Yamato.

Foi emitida às 14h02 a tardia ordem para abandonar o navio. Nesse momento a velocidade do Yamato tinha sido reduzida para 10 nós (19 km/h) e sua inclinação estava aumentando cada vez mais. Incêndios corriam sem controle em algumas seções da embarcação e alarmes começaram a tocar na ponte de comando avisando sobre temperaturas críticas nos depósitos dianteiros de munição das baterias principais. A prática normal seria inundar os depósitos, impedindo qualquer explosão, porém as estações de bombeamento que normalmente realizariam essa tarefa, já tinham sido incapacitadas por inundações anteriores.
O Yahagi afundou às 14h05 depois de ser atingido por doze bombas e sete torpedos. Ao mesmo tempo, um último voo de torpedeiros atacou o Yamato vindos de seu estibordo. Seu adernamento era tal que os torpedos, que navegavam à 6,1 metros de profundidade, atingiram o fundo do seu casco. O couraçado continuou sua virada para bombordo. A eletricidade acabou às 14h20 e suas últimas armas de 25 mm começaram a cair no mar. O Yamato emborcou três minutos depois. Suas baterias de 460 mm escorregaram e a sucção criada pela virada do navio puxou náufragos de volta para a embarcação. Quando a virada chegou em aproximadamente 120°, um dos depósitos de munição da proa detonou em uma enorme explosão. A resultante nuvem de cogumelo tinha mais de seis quilômetros de altura e podia ser vista 160 quilômetros de distância, em Kyūshū. O Yamato afundou rapidamente, perdendo estimados 3055 tripulantes de um total de 3332, incluindo o comandante de frota o vice-almirante Seiichi Itō. Os poucos sobreviventes foram resgatados pelos quatro contratorpedeiros restantes, que imediatamente fugiram de volta para o Japão. Desde o primeiro ataque às 12h37 até sua explosão às 14h23, o Yamato foi atingido por pelo menos onze torpedos e seis bombas. É possível que tenha havido mais dois impactos de torpedo e um de bomba, porém não se pode confirmar isso.

## Destroços
Poucos destroços dos navios de guerra japoneses já foram descobertos e identificados devido às frequentes circunstâncias confusas e informações incompletas sobre seus naufrágios. Em 1982, uma expedição baseada nos registros de guerra dos Estados Unidos foi para o Mar da China Meridional e produziu alguns resultados, porém os destroços descobertos não puderam ser claramente identificados. Uma segunda expedição retornou ao local em 1985, com os registros fotográficos e em vídeo da equipe mais tarde sendo confirmados como sendo do Yamato por um de seus projetistas, Shigeru Makino. Os destroços estão a 290 quilômetros ao sudoeste de Kyūshū e a 340 metros de profundidade, divididos principalmente em duas partes: a seção da proa e outra da popa. Esta última forma dois terços do navio e está de cabeça para baixo.
Legisladores do Partido Liberal Democrata começaram, em julho de 2015, a realizar reuniões sobre a possibilidade de levantar os destroços do Yamato e recuperar os restos dos tripulantes. O grupo afirmou que pediria recursos governamentais a fim de estudar a viabilidade técnica. Os destroços foram inspecionados em maio de 2016, com tecnologia digital, possibilitando uma visão mais detalhada e confirmando a identificação original. Muitos detalhes puderam ser revelados, como o escudo crisântemo imperial, uma das hélices e uma das torres de artilharia principais. O resultante vídeo de nove minutos foi produzido pelo governo municipal de Kure e entregue ao Museu Yamato.

## Legado

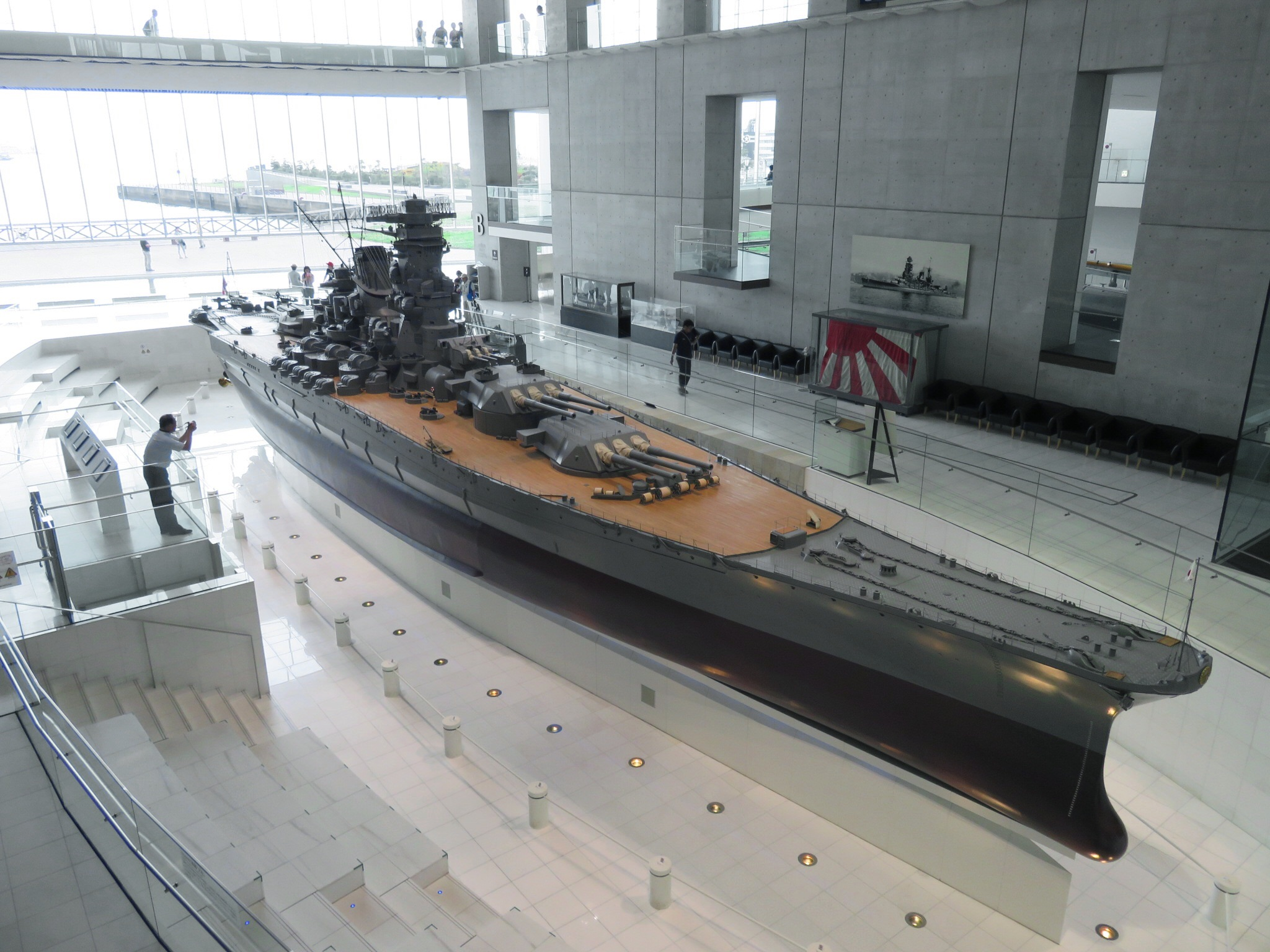
O enorme modelo 1:10 do couraçado localizado no Museu Yamato.

Desde a época de suas construções, o Yamato e seu irmão Musashi carregaram um grande peso na cultura japonesa. Os couraçados representavam a epítome da engenharia da Marinha Imperial Japonesa devido ao seu tamanho, velocidade e poder de fogo, visivelmente incorporando a determinação do Japão e sua preparação para defender seus interesses contra as potências ocidentais, particularmente os Estados Unidos. Shigeru Fukudome, chefe da Seção de Operações da marinha japonesa, descreveu as duas embarcações como "símbolos do poderio naval que provia aos oficiais e homens um profundo sentimento de confiança em sua marinha". A força simbólica do Yamato era tanta que alguns cidadãos japoneses da época mantinham a crença de que seu país nunca seria derrotado enquanto a embarcação fosse capaz de flutuar e lutar.
O Yamato foi memorado pelos japoneses de diversas formas após a guerra. Historicamente, a palavra "Yamato" foi usada como nome poético para o Japão; dessa forma, seu nome tornou-se uma metáfora para o fim do império japonês. Uma torre memorial foi erguida em abril de 1968, no Cabo Inutabu, em Kagoshima, a fim de celebrar as vidas perdidas na Operação Ten-Go. Leiji Matsumoto criou em 1974, uma série de anime chamada Space Battleship Yamato sobre a reconstrução do couraçado como uma nave especial e sua missão interestelar para salvar a Terra. A produção foi um sucesso e gerou cinco filmes e outras duas séries. Enquanto o Japão pós-guerra tentava redefinir o sentido de suas vidas, o Yamato tornou-se símbolo de heroísmo e seu desejo de reconquistar um sentimento de masculinidade após a derrota do país. A série também foi um sucesso nos Estados Unidos como Star Blazers e estabeleceu as fundações para animes no mercado norte-americano. O tema de Space Battleship Yamato foi repetido em The Silent Service, um mangá e anime que explora as questões de armas nucleares e relações nipo-americanas. A tripulação do principal super submarino nuclear se amotinou e renomeou a embarcação como Yamato, em alusão ao couraçado da Segunda Guerra e os ideais que ele simbolizava.
O Museu Yamato foi inaugurado em 2005, perto do local dos antigos estaleiros de Kure. Apesar de ter a intenção de educar o público sobre a história naval japonesa pós-era Meiji, ele dá atenção especial para o couraçado homônimo; o Yamato é um tema comum dentre suas diversas exibições, que também inclui uma seção dedicada ao anime de Matsumoto. A peça central do museu, ocupando um enorme espaço no primeiro andar, é um modelo em escala 1:10 de 26,3 metros de comprimento do navio.
A Toei Company lançou ainda em 2005, o longa-metragem Otoko-tachi no Yamato, baseado no livro escrito por Jun Henmi, com o objetivo de celebrar os sessenta anos do fim da Segunda Guerra Mundial. A fabricante de miniaturas e brinquedos Tamiya, lançou uma série edições especiais de modelos em escala do navio para coincidir com a estreia do filme. Otoko-tachi no Yamato conta a história dos marinheiros a bordo do Yamato enquanto aborda os conceitos de honra e dever. O longa foi exibido em mais de 290 salas ao redor do Japão e foi um sucesso comercial, arrecadando 5,11 bilhões de ienes na bilheteria.